# Mestra semifulva
Mestra semifulva är en fjärilsart som beskrevs av Felder 1867. Mestra semifulva ingår i släktet Mestra och familjen praktfjärilar. Inga underarter finns listade i Catalogue of Life.